# Artur Missbach

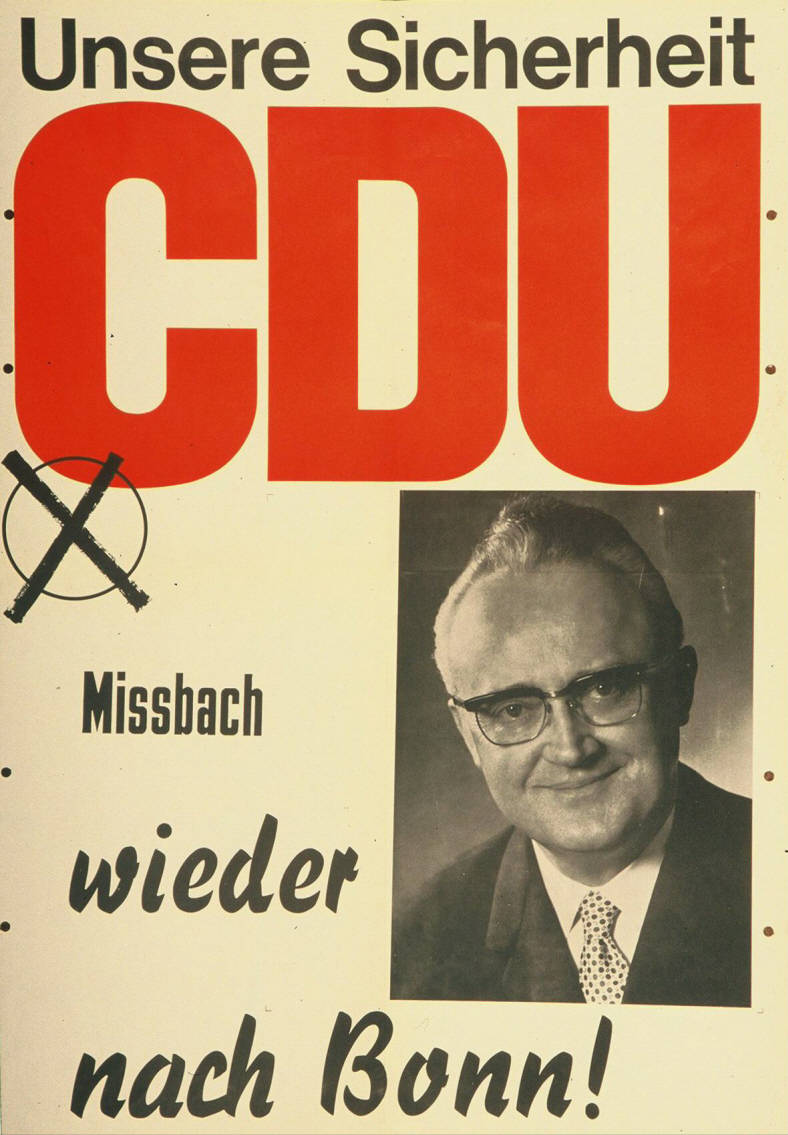
Kandidatenplakat zur Bundestagswahl 1965

Artur Missbach, Pseudonym Sebastian Bach (* 21. September 1911 in Radebeul; † 4. September 1988 in Bremen) war ein deutscher Politiker. Im Nationalsozialismus war er Parteifunktionär der NSDAP, danach  Landtags- und Bundestagsabgeordneter der CDU.

## Leben
Missbach besuchte von 1918 bis 1923 die Volksschule und von 1923 bis 1932 das Lößnitzgymnasium, ein Realgymnasium in Radebeul. Am 12. Dezember 1930 trat er in die HJ und zum 1. Oktober 1931 in die NSDAP ein (Mitgliedsnummer 658.808), in der er Politischer Leiter wurde. Er studierte nach dem Abitur im März 1932 Rechtswissenschaften in Greifswald und Berlin. Im Sommer 1935 wurde er Amtsleiter bei der NSDAP, gleichzeitig erhielt er das Goldene Parteiabzeichen; im selben Jahr bestand er das erste juristische Staatsexamen. Am 26. Juni 1936 machte er sein Referandarexamen. Missbach nahm auch wiederholt an Schulungen für Politische Leiter teil. Er war von 1935 bis 1937 in der DAF tätig. 1937 war er Abteilungsleiter der Reichsstelle für Seide, Kunstseide und Zellwolle; im Herbst 1937 war er stellvertretender Geschäftsführer der Arbeitsgemeinschaft Deutsche Textilstoffe. Missbach war zudem Mitglied in SA, SS sowie von Januar 1937 bis September 1939 in der DAF. Im Jahr 1939 war er Abteilungsleiter beim Sonderbeauftragten für die Spinnstoff-Wirtschaft in Berlin; außerdem wurde er zur Dienstleistung im Reichswirtschaftsministerium mit dem Schwerpunkt Textilwirtschaft und im Oberkommando des Heeres einberufen. Dezember 1942 war er Geschäftsführer der Wirtschaftsgruppe Textil- und Bekleidungs-Industrie  im Generalgouvernement mit Sitz Krakau. 1943 war er geschäftsführender Leiter der Wirtschaftsgruppe Textil-, Bekleidungs- und Lederindustrie in Krakau. 1944 war er stellvertretender Betriebsführer der Oberschlesischen Gummiwerke in Trzebinia.
Ab 1946 war er Wirtschaftsberater und Syndikus mehrerer Wirtschaftsverbände. Außerdem war er Inhaber des Verlags Arbeit und Wirtschaft, der seit 1951 den von ihm gegründeten Infobrief Vertrauliche Mitteilungen aus Politik und Wirtschaft publiziert. 1947 trat er der CDU bei und war später Vorsitzender im Landkreis Grafschaft Hoya und im Regierungsbezirk Hannover. Vom Entnazifizierungs-Hauptausschuss Hannover wurde er am 4. Januar 1950 in Kategorie V (Entlastete) eingeordnet. Am 9. April 1962 war Missbach Mitgründer der Staats- und Wirtschaftspolitischen Gesellschaft. Von 1955 bis 1961 war er Mitglied des Landtags von Niedersachsen, im Anschluss war er mit dem Direktmandat seines Wahlkreises Fallingbostel – Hoya in zwei Legislaturperioden bis 1969 Abgeordneter des Bundestages.
Ende der 1960er benutzte er Briefpapier des Bundestags, um IOS-Zertifikate anzupreisen und verkaufte diese unter dem Pseudonym Sebastian Bach. Die IOS wurde 1973 insolvent.